# Agrypon validum
Agrypon validum är en stekelart som beskrevs av Dasch 1984. Agrypon validum ingår i släktet Agrypon och familjen brokparasitsteklar. Inga underarter finns listade i Catalogue of Life.